# Johannes Cornelis Jacobus Smits
Johannes Cornelis Jacobus Smits (Utrecht, 11 mei 1812 - Arnhem, 24 oktober 1887) was een Nederlands legerofficier en adjudant i.b.d. van koning Willem III, die in 1862 werd aangesteld als eerste commandant van het Koninklijk Tehuis voor Oud-Militairen Bronbeek. Smits werd tijdens zijn daaraan voorafgaande militaire loopbaan onder meer benoemd tot Ridder in de Militaire Willems-Orde.

## Biografie

### Privéleven
Johannes Smits werd in 1812 geboren als zoon van legerofficier Martinus Smits en Johanna Jacoba Alida de Mol. Hij zou in zijn leven tweemaal huwen: eerst met Augusta Cornelia Elisabeth Henriette Schenck (1807-1878), dochter van Generaal-majoor Willem Schenck. In 1883 zou Smits voor de tweede maal trouwen, met Cornelia Adriana Heineken (1839-1923), zuster van Gerard Adriaan Heineken, oprichter van Bierbrouwerij Heineken.

### Loopbaan

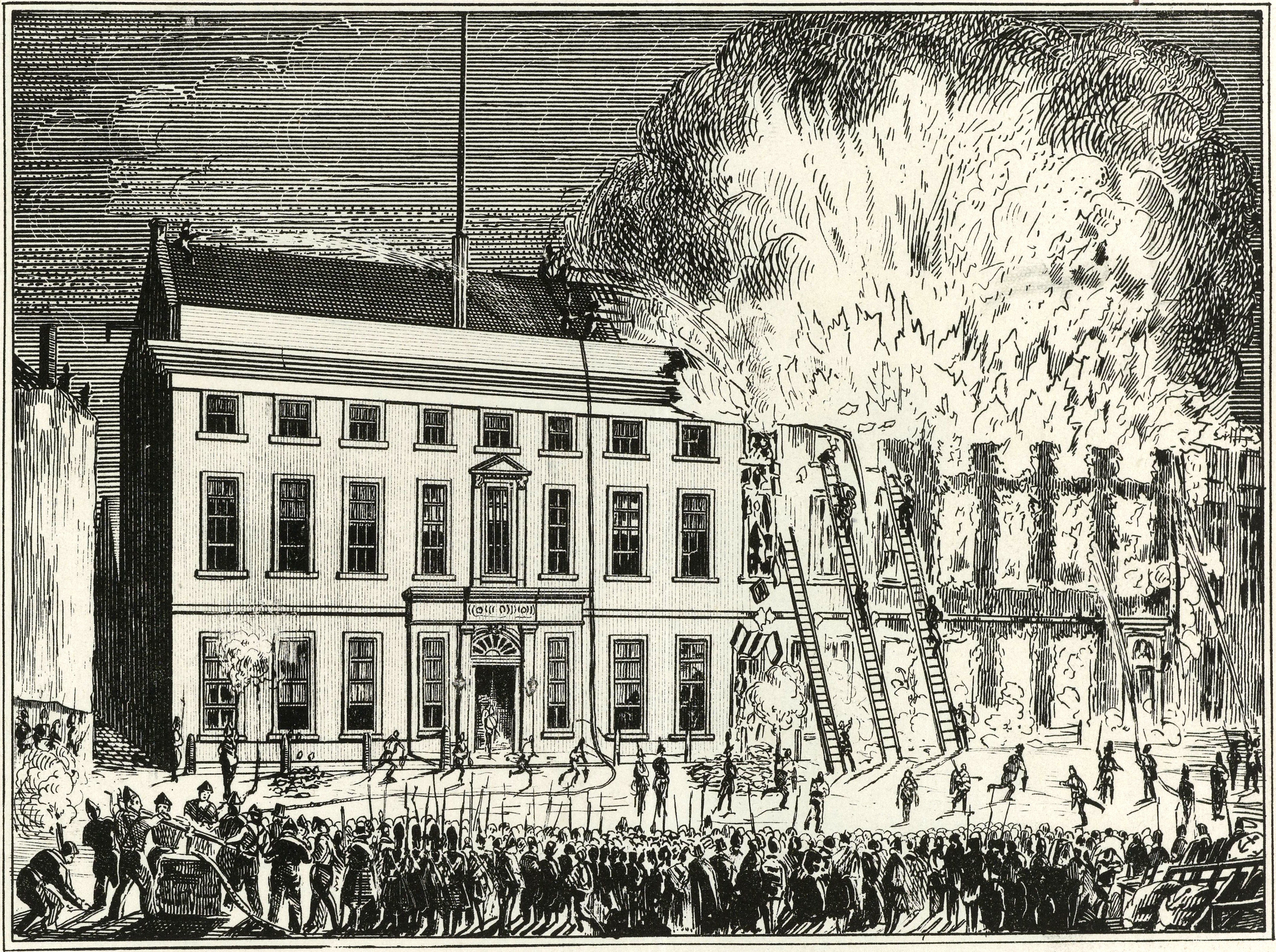
Johannes Smits werd onderscheiden voor zijn moedige inzet tijdens een grote brand in het Ministerie van Marine aan het Lange Voorhout te Den Haag, op 8 januari 1844

Ten tijde van de Belgische Revolutie meldde Smits zich aan voor dienst in het leger en nam in 1831 deel aan de Tiendaagse Veldtocht. Hij volgde daarop een opleiding aan de Koninklijke Militaire Academie, waarna hij op 3 september 1831 werd benoemd tot Tweede Luitenant bij het 2e bataljon Jagers. Smits zette zich actief in voor de volksgezondheid. Hij was sportinstructeur (gymnastiek) en schreef zelfs een publicatie over het onderwerp. In 1843 stichtte hij in Den Haag de eerste burgerzwemschool van Nederland, waar overigens ook les aan militairen van zijn 'eigen' Regiment Grenadiers en Jagers werd gegeven. Dat regiment was in de Hofstad gelegerd. De zwemschool bevond zich langs de noordelijke oever van het Kanaal van Den Haag naar Scheveningen, ongeveer honderd meter ten westen van de Cremerbrug. In 1848 werd Smits overgeplaatst naar het Koninklijk Nederlandsch-Indisch Leger (KNIL) en vertrok hij naar Nederlands-Indië, waar hij tot 1859 zou blijven.

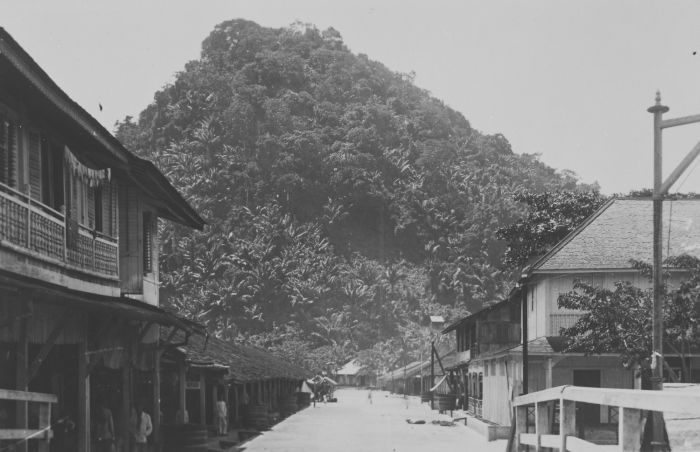
Pamangkat (óók: Pemangkat) in West-Borneo

Zijn eerste krijgshandelingen in de Nederlandse kolonie, maakte Smits mee in 1849 tijdens de Derde expeditie naar Bali. Voor zijn verrichtingen te Djagaraga in Buleleng werd hij benoemd tot Ridder in de Militaire Willems-Orde, vierde klasse. Tijdens de Militaire acties op Borneo in 1850, diende hij in november in de 1e colonne van versterkingstroepen onder leiding van Kapitein Albert Bade. Smits gaf leiding aan de 1e compagnie. Hij zou, ten tijde van de Kongsi-oorlog, op 21 november deelnemen aan gevechten tegen de Thai Kong-strijders, in- en rond de havenstad Pamangkat. Smits ontving een eervolle vermelding en zou om dezelfde reden in 1857 alsnog worden bevorderd tot Ridder in de Militaire Willems-Orde, derde klasse. Hoewel de acties, gezien uit militair oogpunt, grotendeels slaagden, was er geen blijvend effect en behielden de Thai Kong nog enkele jaren hun invloed op het gebied.

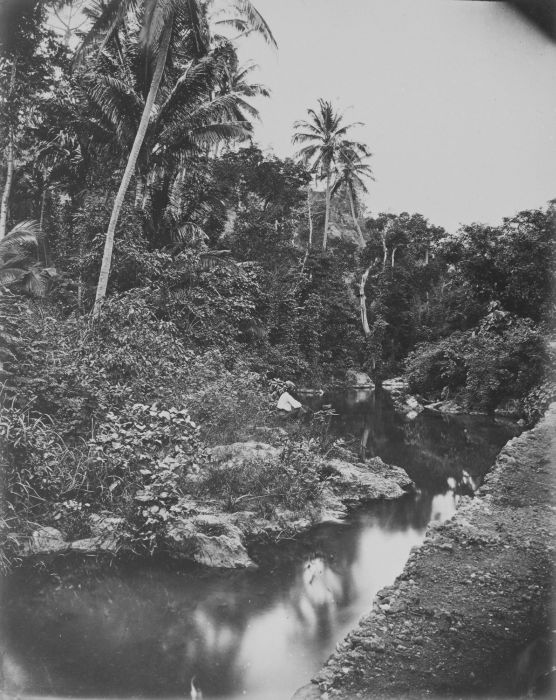
Rivier nabij Kupang (óók: Koepang) in West-Timor

In 1853 werd Smits aangesteld als commandant van het 1e bataljon Infanterie en in juli-augustus 1854 vergezelde hij Albert Duymaer van Twist, de gouverneur-generaal van Nederlands-Indië, op diens rondreis door Bantam en Sumatra. In de maanden juli en augustus 1857 nam Smits deel aan een expeditie naar Timor, als deel van de expeditiestaf onder leiding van Kolonel L.J. Kroll. Johannes Smits, toen nog een majoor, was er als commandant van het 10e bataljon Infanterie betrokken bij militaire handelingen in Lidak en in Takaip, dat ten noorden van Kupang ligt. Voor zijn aandeel in de expeditie naar Timor werd Smits benoemd tot Ridder in de Orde van de Nederlandse Leeuw.
Als commandant van het 10e bataljon Infanterie nam Smits in 1859, nogmaals onder leiding van Kolonel Kroll, deel aan de Derde Bonische expeditie. Na zijn bevordering, in december 1859, tot Luitenant-kolonel, werd Smits wegens ziekte op tweejarig verlof naar Nederland gestuurd. Voor zijn inzet bij de Derde Bonische expeditie zou Smits in 1860 het Eresabel ontvangen. Smits zou niet meer terugkeren naar Nederlands-Indië en ging in met pensioen.
Op 3 juni 1862 werd Johannes Smits benoemd als eerste commandant van het Koninklijk Tehuis voor Oud-Militairen Bronbeek. In 1876 werd Smits benoemd tot Adjudant in buitengewone dienst van koning Willem III. Op 17 september 1887 was aan Smits eervol ontslag verleend per 19 februari 1888. Hij zou zijn eigen afscheid niet meer meemaken. Op 24 oktober 1887 overleed Generaal-majoor Smits aan de gevolgen van een longontsteking. Zijn opvolger als commandant van Bronbeek was Luitenant-generaal Karel van der Heijden.

## Onderscheidingen
Op chronologische volgorde.
- 1831: Metalen Kruis 1830-1831[17]
- 1844: Ridder in de Orde van de Eikenkroon, wegens moedig gedrag bij een brand in het Ministerie van Marine
- 1849: Ereteken “Bali 1849”[2]
- 1849: Ridder in de Militaire Willems-Orde, vierde klasse
- 1850: Ereteken “Borneo 1850-1854”[2]
- 1857: Ridder in de Militaire Willems-Orde, derde klasse
- 1858: Ridder in de Orde van de Nederlandse Leeuw
- 1859: Ereteken “Boni 1859”[2]
- 1860: Eresabel met opschrift “KONINKLIJK EEREBLIJK VOOR BETOONDE DAPPERHEID”
- 1863: Ridder in de Orde van de IJzeren Kroon, derde klasse (Oostenrijk)[18]
- 1870: Grootkruis in de Orde van de Eikenkroon[19]
- 1875: Commandeur in de Orde van de Roos (Brazilië)[20]
- 1887: Ridder in de Orde van de Gouden Leeuw van Nassau[21]

## Rangen
- 1831: Tweede Luitenant[15]
- 1839: Eerste Luitenant[15]
- 1848: Kapitein[22]
- 1855: Majoor[15]
- 1859: Luitenant-kolonel[11]
- 1864: Kolonel (titulair)[23]
- 1872: Generaal-majoor (titulair)[24]

## Publicaties
Smits publiceerde in 1845 een werk over zijn denkbeelden en methoden inzake lichaamsoefening. Ook beschreef hij daarin zijn methodiek voor zwemles:
- J.C.J. Smits: De Gymnastiek als volksonderwijs: voor allen bevatelijk gemaakt, 139 pagina's, Uitgeverij De Erven Doorman, Den Haag, 1845

Er was aanzienlijke belangstelling voor het boekje. Onder de intekenaren bevonden zich vier leden van het koninklijk huis, drie Nederlandse minsters, vier generaals en de Secretaris-generaal van het ministerie van Oorlog.

Ook als commandant van Bronbeek publiceerde Smits, in 1881, een boek:
- J.C.J. Smits: Gedenkboek van het Koloniaal-Militair Invalidenhuis Bronbeek, 255 pagina's, Uitgeverij P. Gouda Quint, Arnhem, 1881